# Nephelium costatum
Espèce
Statut de conservation UICN

 VU  : Vulnérable
Nephelium costatum est une espèce de plantes de la famille des Sapindacées.